# Kondé
Kondé è un arrondissement del Benin situato nella città di Ouaké (dipartimento di Donga) con 6.255 abitanti (dato 2006).